# Abdelkader Ouaraghli
Abdelkader Ouaraghli (in arabo عبد القادر الورياغلي‎?; 1943 – 7 ottobre 2022) è stato un calciatore marocchino, di ruolo portiere.

## Carriera
Partecipò con la nazionale del Marocco al Campionato mondiale 1970, anche se non scese mai in campo.
Giocò inoltre per l'Wydad Casablanca.